# 納馬羅伊區
15°57′25″S 36°52′05″E / 15.957°S 36.868°E
納馬羅伊區（葡萄牙語：Namarroi），是莫桑比克的行政區，位於該國中東部，由贊比西亞省負責管轄，首府設於納馬羅伊，面積3,071平方公里，2007年人口125,999，人口密度每平方公里41人。